# Xenismacris
Xenismacris är ett släkte av insekter. Xenismacris ingår i familjen gräshoppor.
Kladogram enligt Catalogue of Life:
| Xenismacris | \| \| Xenismacris aetoma \| \| \| \| \| \| Xenismacris cyanoptera \| \| \| \| \| \| Xenismacris filicornis \| \| \| \| |
|             | \| \| Xenismacris aetoma \| \| \| \| \| \| Xenismacris cyanoptera \| \| \| \| \| \| Xenismacris filicornis \| \| \| \| |
|             | Xenismacris aetoma |
|             | |
|             | Xenismacris cyanoptera                                                                                                 |
|             | |
|             | Xenismacris filicornis                                                                                                 |
|             | |